# Tossal del Secà
El Tossal del Secà és una muntanya de 218 metres que es troba al municipi de Torres de Segre, a la comarca catalana del Segrià.